# Whatcha Think About That
«Whatcha Think About That» es el segundo sencillo del álbum de Pussycat Dolls, Doll Domination. La canción cuenta con la colaboración de la rapera estadounidense Missy Elliott. Este sencillo fue lanzado oficialmente el 10 de junio de 2008 La canción cuenta con partes de la canción "Je m'appelle Jane" de Jane Birkin y Mickey 3D.

## Información
Con una melodía electro-pop y ritmo funky, la canción habla de como una mujer se deshace del dominante control de su pareja. Como la mayoría de singles publicados por The Pussycat Dolls, Nicole Scherzinger canta la gran parte de las estrofas. Los coros son cantados por Melody Thornton que da un toque dulce a l canción. Para el estribillo de la canción se utiliza un vocoder para alcanzar un sonido más electrónico. La producción vocal corre a cargo de Melvin LaThomas Brimm.
En la canción Missy Elliott menciona la canción de Katy Perry "I Kissed a Girl" cuando dice "Play like Katy Perry kissin' on girls." (Juega como lo hace Katy Perry besando a las chicas)
El 23 de septiembre un remix de la canción dirigido por Darkchild fue filtrado en Internet.

## Recepción
En principio la evaluación de la canción no ha sido muy buena. Según la web de entretenimiento, Spy "Whatcha Think About That" es algo decepcionante después de la brillantez de "When I grow up". Por ahora la canción ha llegado al puesto 29 en iTunes.

## Lista de canciones
US CD Promo

(Released: 2008)
1. "Whatcha Think About That" (featuring Missy Elliott) - 3:48

Promo CDS

(Released: 2008)
1. Whatcha Think About That (Acappella)
2. Whatcha Think About That (Main Hybrid Remix)
3. Whatcha Think About That (Insrumental Hybrid Remix)
4. Whatcha Think About That (Darckchild Remix Aka. Urban Remix)
5. Whatcha Think About That (Darckchild Remix Instrumental)

## Posicionamiento
| Listas (2008)                                 | Posiciones |
| --------------------------------------------- | ---------- |
| U.S. Billboard Bubbling Under Hot 100 Singles | 8          |
| U.S. Billboard Pop 100                        | 70         |
| U.S. Billboard Pop 100 Airplay                | 53         |
| Canadian Hot 100                              | 66         |